# Obodivka, Trosteaneț
Obodivka (în ucraineană Ободівка) este localitatea de reședință a comunei Obodivka din raionul Trosteaneț, regiunea Vinnița, Ucraina.

## Demografie
Componența lingvistică a localității Obodivka
     Ucraineană (97,12%)
     Rusă (2,37%)
     Alte limbi (0,49%)
Conform recensământului din 2001, majoritatea populației localității Obodivka era vorbitoare de ucraineană (97,12%), existând în minoritate și vorbitori de rusă (2,37%).